# Сицано
Сицано (итал. Sizzano) је насеље у Италији у округу Новара, региону Пијемонт.
Према процени из 2011. у насељу је живело 1308 становника. Насеље се налази на надморској висини од 229 м.

## Становништво
Према резултатима пописа становништва 2011. у општини је живело 1.446 становника.
| 1931. | 1936. | 1951. | 1961. | 1971. | 1981. | 1991. | 2001. | 2011. |
| ----- | ----- | ----- | ----- | ----- | ----- | ----- | ----- | ----- |
| 1.662 | 1.656 | 1.618 | 1.523 | 1.481 | 1.475 | 1.434 | 1.458 | 1.446 |